# Agudo (Spagna)
Agudo è un comune spagnolo di 1 750 abitanti situato nella comunità autonoma di Castiglia-La Mancia.